# Diva (canção de Beyoncé)
"Diva" é uma canção da cantora americana Beyoncé, escrita por Shondrae Crawford, Sean Garrett e Beyoncé para seu terceiro álbum de estúdio, I Am... Sasha Fierce.

## Videoclipe
O videoclipe estreou em 22 de Dezembro de 2008 no iTunes americano à meia-noite. O video começa com uma descrição de Diva segundo o dicionário, logo depois aparece Beyoncé no estacionamento vazio de um armazém. Ela entra em um galpão e começa a dançar com suas dançarinas, as mesma de Single Ladies (Put a Ring on it), Beyoncé também aparece com vários trajes de alta moda, em uma cena ela dança com duas grandes correntes penduradas ao teto e em outra aparece como Robotically. Ao final do clipe ela acende um charuto e joga o isqueiro em um carro, que estava no estacionamento com vários manequins no portamalas, fazendo assim com que o carro exploda e à medida que Beyoncé anda começa a introdução de "Video Phone", também do I am... Sasha Fierce.

## Faixas e formatos
Estados Unidos Diva (The Remixes)
1. "Diva" (Maurice Joshua Extended Mojo Remix) – 6:53
2. "Diva" (Mr. Mig Extended Club Remix) – 7:09
3. "Diva" (Karmatronic Club Remix) – 5:08
4. "Diva" (DJ Escape & Tony Coluccio Club) – 6:45
5. "Diva" (Gomi & RasJek Club Mix) – 7:27
6. "Diva" (Redtop Club Mix) – 6:34
7. "Diva" (DJ Jeff Barringer vs. Fingazz Extended Remix) – 7:33
8. "Diva" (Maurice Joshua Mojo Dub) – 6:53
9. "Diva" (DJ Escape & Tony Coluccio Dub) – 5:43
10. "Diva" (Gomi & RasJek Dub) – 6:56

Reino Unido Remix Promo
1. "Diva" (Redtop Club Mix) – 6:34
2. "Diva" (Gomi & RasJek Club Mix) – 7:27
3. "Diva" (Mr. Miggs Fierce Hustler Mix) – 7:11
4. "Diva" (DJ Jeff Barringer vs. Fingazz Mix) – 7:33
5. "Diva" (DJ Escape & Tony Coluccio Mix) – 6:45
6. "Diva" (Karmatronic Mix) – 5:08
7. "Diva" (Maurice Joshua Mojo Mix) – 6:53
8. "Diva" (Redtop Edit) – 3:31
9. "Diva" (Original Radio Edit) – 3:20

Alemanha CD single
1. "Halo" – 4:22
2. "Diva" – 3:21

## Desempenho
| Tabelas musicais (2009)                    | Melhor posição |
| ------------------------------------------ | -------------- |
| Austrália - Australian ARIA Singles Chart  | 40             |
| Austrália - Australian Urban Singles Chart | 12             |
| Brasil - Billboard (Hot 100)               | 1              |
| Irlanda - Irish Singles Chart              | 50             |
| Nova Zelândia - RIANZ Singles Chart        | 26             |
| Reino Unido - UK Singles Chart             | 72             |
| Estados Unidos - Billboard Hot 100         | 19             |
| Estados Unidos - Hot R&B/Hip-Hop Songs     | 3              |
| Estados Unidos - Pop 100                   | 39             |
| Estados Unidos - Dance/Club Play Songs     | 1              |

| Tabelas musicais (2009)                    | Posição |
| ------------------------------------------ | ------- |
| Austrália - Australian Urban Singles Chart | 50      |
| Estados Unidos - Billboard Hot 100         | 82      |
| Estados Unidos - Hot R&B/Hip Hop Songs     | 22      |
| Estados Unidos - Hot Dance Club Play Songs | 24      |

| País / Certificadora  | Certificações |
| Single                | Single        |
| --------------------- | ------------- |
| Estados Unidos / RIAA | Ouro          |
| Ringtone              |               |
| Estados Unidos / RIAA | Ouro          |

### Precessão e sucessão
| Gráficos de sucessão                    | Gráficos de sucessão                                                     | Gráficos de sucessão                  |
| --------------------------------------- | ------------------------------------------------------------------------ | ------------------------------------- |
| Precedido por "Long Distance" de Brandy | Primeira posição na Hot Dance Club Play 28 de Março - 4 de Abril de 2009 | Sucedido por "The Fear" de Lily Allen |